# هيربي: فولي لوديد
هيربي: فولي لوديد هو فيلم إنتاج في 2005 هو ذو طابع كوميدي للمخرج الأمريكي أنغيلا روبنسون والتي تنتجها والت ديزني، وهو أحدث فيلم حتى الآن عن سلسلة أفلام السيارة الخيالية هيربي. شارك في الفيلم عدد من النجوم ليندسي لوهان ووهي أصغر عضو في عائلة سباق السيارات، مايكل كيتون والدها، ومات ديلون متسابق متنافسة، بريكين ماير شقيقها، وجوستين لونغ كصديق وميكانيكي سيارات. الفيلم يشبه سابقا ناسكار لسيارات الفيلم ماخذ من رواية هيربي 1980

## وصلات خارجية
- هيربي: فولي لوديد على موقع IMDb (الإنجليزية)
- هيربي: فولي لوديد على موقع ميتاكريتيك (الإنجليزية)
- هيربي: فولي لوديد على موقع روتن توميتوز (الإنجليزية)
- هيربي: فولي لوديد على موقع نتفليكس (الإنجليزية)
- هيربي: فولي لوديد على موقع قاعدة بيانات الأفلام العربية
- هيربي: فولي لوديد على موقع ألو سيني (الفرنسية)
- هيربي: فولي لوديد على موقع Turner Classic Movies (الإنجليزية)
- هيربي: فولي لوديد على موقع أول موفي (الإنجليزية)
- هيربي: فولي لوديد على موقع بوكس أوفيس موجو (الإنجليزية)
- هيربي: فولي لوديد على موقع فيلمافينيتي (الإسبانية)

1. 1 2 3  وصلة مرجع: http://www.imdb.com/title/tt0400497/. الوصول: 13 مايو 2016.
2. 1 2 3 4 5 6 7  وصلة مرجع: http://www.metacritic.com/movie/herbie-fully-loaded. الوصول: 13 مايو 2016.
3. ↑  "قاعدة بيانات الأفلام على الإنترنت" (بالإنجليزية). Retrieved 2015-09-27.
4. ↑  "قاعدة بيانات الأفلام على الإنترنت" (بالإنجليزية). Retrieved 2017-04-14.{{استشهاد ويب}}:  صيانة الاستشهاد: لغة غير مدعومة (link)
5. 1 2 3 4 5 6 7  مذكور في: قاعدة بيانات الأفلام التشيكية السلوفاكية. لغة العمل أو لغة الاسم: التشيكية. تاريخ النشر: 2001.
6. 1 2 3  وصلة مرجع: http://stopklatka.pl/film/garbi-superbryka. الوصول: 13 مايو 2016.
7. 1 2 3 4 5 6 7 8 9 10 11 12  وصلة مرجع: http://www.imdb.com/title/tt0400497/fullcredits. الوصول: 13 مايو 2016.
8. 1 2 3  وصلة مرجع: http://www.allocine.fr/film/fichefilm_gen_cfilm=57736.html. الوصول: 13 مايو 2016.